# خنجرپشت
خنجرپشت (نام علمی: Wiwaxia) نام یک سرده از شاخه نرم‌تنان است. این جانور در دوره کامبرین (بین ۵۴۳ میلیون تا ۴۸۸ میلیون سال پیش) می‌زیسته‌است.
خنجرپشت جانوری شگفت‌انگیز بود؛ بدنش تقارنی طولی داشت، از بالا بیضی‌شکل دیده می‌شد و برش مقطعیش تقریباً چهارگوش بود. روی بدن خنجرپشت را ردیف‌های متداخل پولک‌هایی حفاظتی و زره‌مانند به‌نام اسکلریت می‌پوشاندند که در دو ردیف بالا تیغ‌هایی دراز جایشان را می‌گرفتند. با این که درازای خنجرپشت فقط تا ۵ سانتی‌متر می‌رسید، بدن زره‌پوش و تیغ‌های بالاسوی این جانور ظاهری هولناک به آن می‌دادند. دهان خنجرپشت در بخش زیرین بدنش قرار داشت. اما سطح زیرین این جانور هیچ محافظی نداشت.
دهان خنجرپشت ساختاری با دو یا سه ردیف دندان مخروطی عقب‌سو برای تغذیه داشت. این دندان‌ها احتمالاً برای جدا کردن جلبک‌ها یا باکتری‌ها از بستر دریا یا برای جمع کردن ذره‌های غذای آب اطراف جانور به‌کار می‌رفتند.
با توجه به شباهت‌های این ساختار و سوهانکِ نرم‌تنان، ممکن است خنجرپشت خویشاوند نرم‌تنان باشد، اما فرضیه‌ی دیگری هم هست که می‌گوید این جانور با کِرم‌ها خویشاوند است.